# Euphrosyne Gouzoulis-Mayfrank
Euphrosyne Gouzoulis-Mayfrank (* 1961 in Athen) ist Psychiaterin und Neurologin sowie ärztliche Direktorin und Abteilungsärztin der Allgemeine Psychiatrie II in der LVR-Klinik Köln. Darüber hinaus ist sie Direktorin des LVR-Instituts für Versorgungsforschung. Ihre wissenschaftlichen Schwerpunkte sind unter anderem die Akut- und Langzeitwirkungen von Rauschdrogen beim Menschen sowie Grundlagen und Behandlung bei der Komorbidität von Psychose und Sucht.

## Leben
Gouzoulis-Mayfrank wurde 1961 als Tochter eines Maschinenbauingenieurs in Athen geboren und besuchte die Deutsche Schule in ihrer Heimatstadt, die sie 1979 mit dem Abitur abschloss. Im selben Jahr kam sie zum Studium nach Deutschland, wo sie bis 1984 Medizin an der Universität Mainz studierte. Ihr Praktisches Jahr absolvierte sie mit dem Wahlfach Psychiatrie an der Athener Universitätsklinik. Sie promovierte 1986 am Pharmakologischen Institut der Universität Mainz mit einer Arbeit über endogenes Dopamin bei der Atmungsregulation.
Am Universitätsklinikum Freiburg absolvierte sie von 1986 bis 1993 eine Ausbildung in Neurologie, Psychiatrie sowie in tiefenpsychologischer Psychotherapie sowie in Verhaltenstherapie. Im Anschluss war sie bis 2003 als Oberärztin an der Klinik für Psychiatrie und Psychotherapie am Universitätsklinikum Aachen tätig. Während dieser Zeit habilitierte sie sich im Fach Psychiatrie und Psychotherapie mit einer Arbeit über die Wirkungen halluzinogener, entaktogener und psychostimulatorischer Substanzen am Menschen. Ab 2003 war sie Professorin und leitende Oberärztin an der Klinik für Psychiatrie und Psychotherapie der Universität Köln, bevor sie 2008 ärztliche Direktorin und Abteilungsärztin für allgemeine Psychiatrie an der LVR-Klinik Köln-Merheim wurde. Seit 2016 ist sie zusätzlich Direktorin des LVR-Instituts für Versorgungsforschung. In den Jahren 2009 bis 2013 absolvierte sie berufsbegleitend den Studiengang Health Business Administration, den sie 2013 mit dem Master abschloss.
Gouzoulis-Mayfrank ist unter anderem Mitglied des Sachverständigenausschusses für Betäubungsmittel des Bundesinstitutes für Arzneimittel und Medizinprodukte sowie Vorstandsmitglied der Bundesdirektorenkonferenz und des Landesverbandes Leitender Ärztinnen und Ärzte für Psychiatrie und Psychotherapie NRW. Seit 2013 arbeitet sie an den medizinischen Leitlinien zu alkoholbezogenen Störungen, Methamphetamin-bezogene Störungen und Schizophrenie mit.

## Publikationen (Auswahl)
- Untersuchungen über die Rolle von endogenem Dopamin bei der Atmungsregulation mit Hilfe von 4-Aminopyridin [Aminopyridin]. Dissertation. Mainz 1985.
- Die Modellpsychose: über die Wirkungen halluzinogener, entaktogener und psychostimulatorischer Substanzen am Menschen. Habilitationsschrift. Aachen 1999.
- Komorbidität Psychose und Sucht: von den Grundlagen zur Praxis. Steinkopff, Darmstadt 2003, ISBN 3-7985-1376-7.
- mit Jörg Daumann: Amphetamine, Ecstasy und Designerdrogen. Hrsg.: Euphrosyne Gouzoulis-Mayfrank. Verlag W. Kohlhammer, Stuttgart 2015, ISBN 978-3-17-028699-3.
- mit Gerhard Längle, Steffi Koch-Stoecker: Kriterien stationärer psychiatrischer Behandlung: ein Leitfaden für die klinische Praxis. Verlag W. Kohlhammer, Stuttgart 2016, ISBN 978-3-17-028699-3.